# Aloe macra
Aloe macra är en grästrädsväxtart som beskrevs av Adrian Hardy Haworth. Aloe macra ingår i släktet Aloe och familjen grästrädsväxter.
Artens utbredningsområde är Réunion. Inga underarter finns listade i Catalogue of Life.

## Bildgalleri

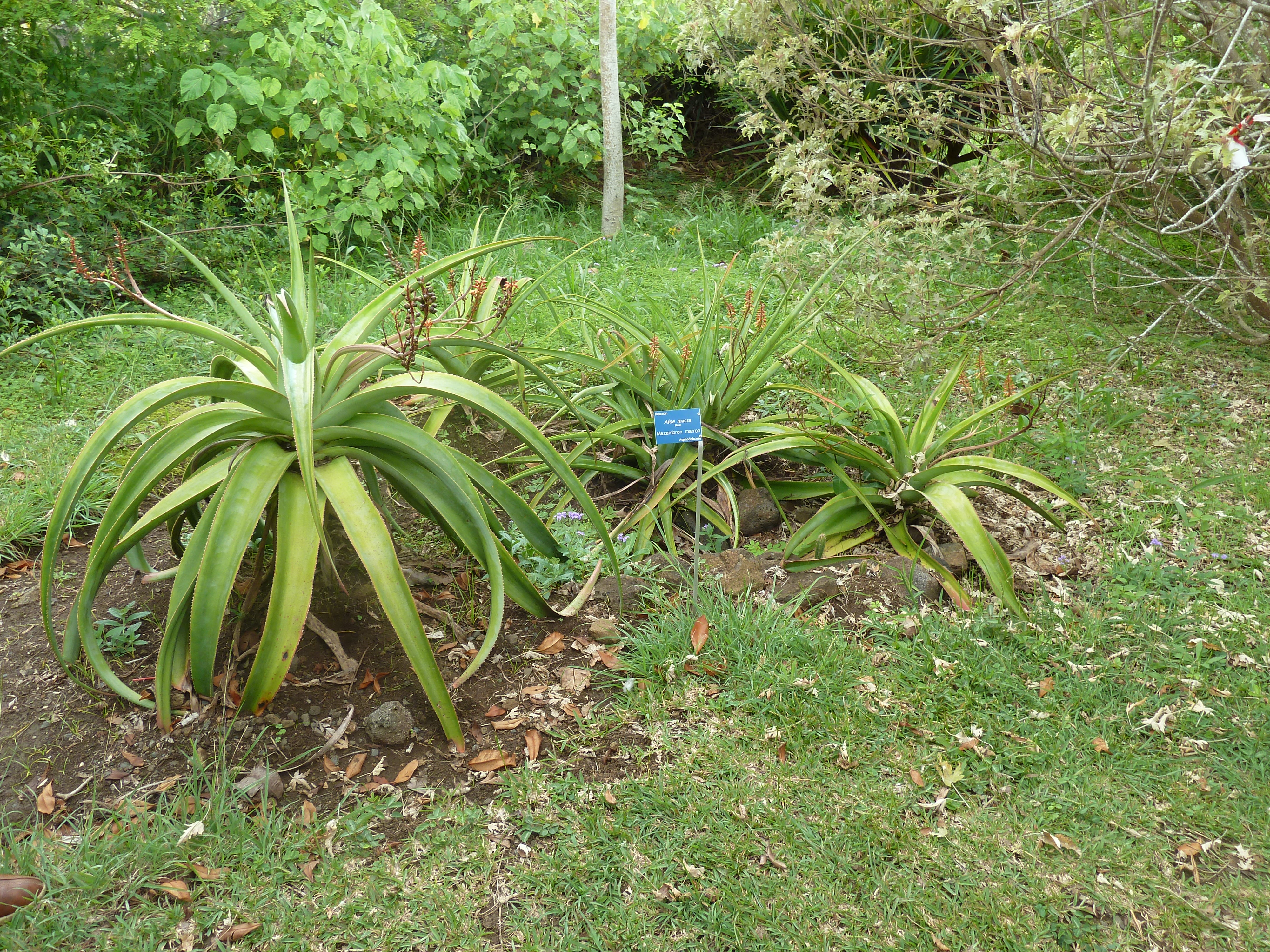
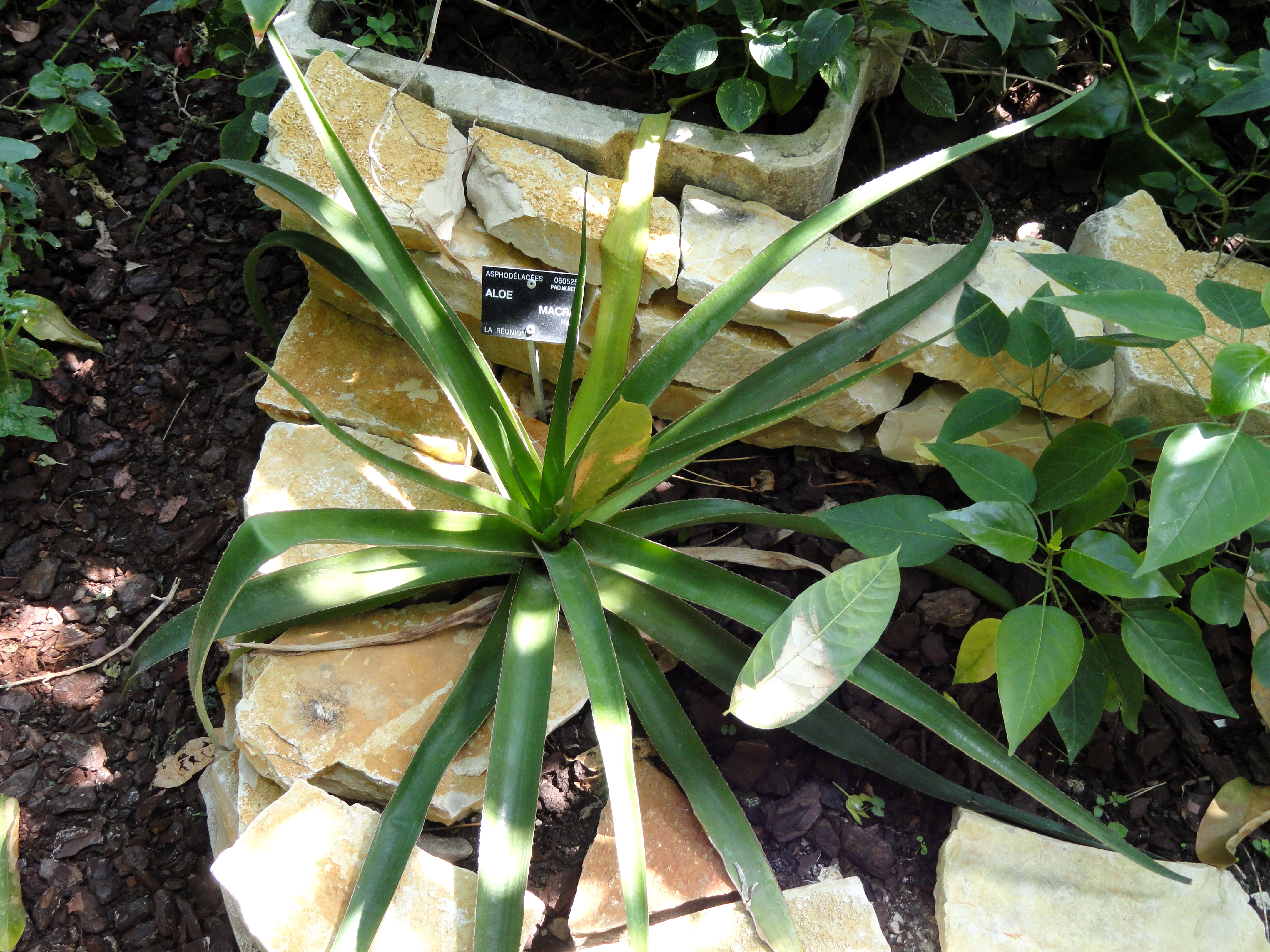